# غده بارتولین
غدد بارتولین (به انگلیسی: Bartholin's gland) دو غده هستند که هر کدام به اندازه یک نخود هستند. این دو غده در نزدیکی منفذ واژن(مهبل) واقع شده‌اند و در دستگاه تولید مثلی زنان قرار دارند. غدد بارتولین موکوسی را به درون دهلیز می‌ریزد و سطح آن را لغزنده می‌کند تا مقاربت آسان شود. این غدد مانند غدد پیازی-میزراهی (بولبواورترال) در دستگاه تولید مثلی مردان عمل می‌کنند. این غدد جزء غدد برون ریز انسان هستند. غدد بارتولین هر کدام یک مجرا دارند که طول آن‌ها ۱٫۵×۲٫۰سانتی‌متر است. این مجراها باز می‌باشند. غدد بارتولین وقتی شروع به ترشح موکوس می‌کنند که تحریک جنسی شوند.

## تاریخچه کشف غدد بارتولین
غدد بارتولین برای اولین بار در قرن ۱۷ میلادی توسط آناتومیست جوان دانمارکی به نام کاسپر بارتولین (۱۶۵۵–۱۷۳۸) کشف شد.

## آسیب‌شناسی
اگر چه غیرمعمول است اما ممکن است این غدد بر اثر تحریک یا آلوده شدن عفونت کنند که باعث درد و التهاب می‌شود که بر اثر دو عفونت گانوریا(gonorrhoeal)و کلامیدیا(chlamydidl)می‌باشد که بارتولینیت نام دارد. التهاب غدد بارتولین باعث بسته شدن مجرای آن می‌شود که همین مشکل نیز می‌تواند خود را به شکل یک آبسه یا کیست بارتولین نشان دهد. التهاب بارتولین ممکن است باعث سه بیماری نادر دیگر شود که آدنوکارسینوم، سرطان خوش‌خیم و هیپرپلازی نام دارند.